# Youngstown (Ohio)
Youngstown is een industriestad (city) aan de rivier de Mahoning in de Amerikaanse staat Ohio en werd gesticht in 1797. Bestuurlijk gezien is het de hoofdplaats (county seat) van het district Mahoning County. In de wijdere omgeving liggen Cleveland en Pittsburgh. Er is een eigen universiteit, de Youngstown State University (YSU), en er zijn twee belangrijke verzamelingen van Amerikaanse kunst, het McDonough Museum of Art van de YSU alsmede het Butler Art Institute, met zijn prachtige oudbouw.

## Demografie
Als direct gevolg van de neergang van de staalindustrie, onderging Youngstown tussen 1960 en 2010 een catastrofale daling van het bevolkingsaantal, van rond 167.000 in 1960 naar rond 67.000 inwoners in 2010. De armoede en werkloosheid hadden grote gevolgen voor de veiligheid in de stad. Bij de volkstelling in 2000 werd het aantal inwoners nog vastgesteld op 82.026; in 2006 is het aantal inwoners door het United States Census Bureau geschat op 81.520, een daling van 506 (-0.6%).

## Geografie
Volgens het United States Census Bureau beslaat de plaats een oppervlakte van
88,7 km², waarvan 87,8 km² land en 0,9 km² water. Youngstown ligt op ongeveer 328 m boven zeeniveau.

## Geboren in Youngstown
- Edmond Hamilton (1904-1977), schrijver van sciencefictionboeken, -verhalen en comics
- Rosella Towne (1918-2014), actrice
- Charles Bateman (1922-2004), jazzpianist
- Grace Keagy (1922-2009), actrice
- Michael Pataki (1938-2010), acteur
- Elizabeth Hartman (1943-1987), actrice
- Ed O'Neill (1946), acteur
- Stiv Bators (1949-1990), zanger, componist en gitarist
- Gene Haas (1952), eigenaar van Haas F1 Team
- Jim Cummings (1952), stemacteur
- Victor Slezak (1957), acteur
- Lady Miss Kier (1963), zangeres van de band Deee-Lite

## Plaatsen in de nabije omgeving
De onderstaande figuur toont nabijgelegen plaatsen in een straal van 8 km rond Youngstown.